# 불교 용어 목록 (ㅌ)

바로가기:
ㄱ
경
구
ㄴ
ㄷ
ㄹ
ㅁ
명
무
묵
ㅂ
불
ㅅ
삼
삽
선
소
수
시
심
ㅇ
오
온
유
육
이
ㅈ 

정
지
ㅊ
ㅋ
ㅌ
ㅍ
ㅎ

## 타심지
타심지(他心智, 산스크리트어: para-citta-jñāna)는 10지(十智)와 11지(十一智) 가운데 하나로, 남의 마음을 아는 지혜이다. 즉 다른 사람의 마음[心]과 생각[念] 즉 마음[心]과 마음작용[心所]을 아는[了知] 지혜[智]이다. 지타인심지(知他人心智) 또는 심차별지(心差別智)라고도 한다. 욕계의 번뇌[欲惑]를 멀리 떠났거나 색계의 정려(靜慮)를 획득한 사람이 타심지를 획득하여 나타낼 수 있다. 6신통(六神通) 중에서 타심통(他心通)에 해당한다.
《아비달마품류족론》의 정의에 따르면,
타심지(他心智)는 욕계계(欲界繫: 욕계의 번뇌)와 색계계(色界繫: 색계의 번뇌)와 화합하여 눈앞에 나타나는 다른 이의 마음[心]과 마음작용[心所]을 '아는 지혜[智]'와 무루(無漏)의 일부인 다른 이의 마음과 마음작용을 '아는 지혜[智]'를 통칭하는 것으로, 지혜[智]를 닦는 가행(加行)을 통해 즉 지혜[智]를 닦는 별도의 수행을 통해 획득하고 성취할 수 있는 지혜[智]이다. 즉 특정한 수행을 닦아서 성취한, 수행의 결과[果]로서의 지혜[智]이다.

## 탐
탐(貪, 산스크리트어: lobha, rāga, abhidhyā, 팔리어: lobha, rāga, abhijjhā, 영어: lust, attachment, desire, longing desire, passion)은 여러 악욕(惡欲)들 중의 하나이며, 3독(三毒) 중의 하나이며, 부파불교의 설일체유부의 교학에서 6가지 근본번뇌(根本煩惱) 중의 하나이며, 대승불교의 유식유가행파와 법상종의 교학에서 6가지 근본번뇌(根本煩惱) 중의 하나이다. 또한, 설일체유부의 5위 75법에서 심소법(心所法: 46가지) 중
부정지법(不定地法: 8가지) 가운데 하나이며,
유식유가행파와 법상종의 5위 100법에서 심소법(心所法: 51가지)의
번뇌심소(煩惱心所: 6가지) 가운데 하나이다.
탐(貪)은 갈애(渴愛, 산스크리트어: trsnā) · 욕(欲, 탐욕의 줄임말로서의 욕) · 애(愛) · 애탐(愛貪) · 탐독(貪毒) · 탐애(貪愛) · 탐욕(貪欲) 또는 탐착(貪著, 貪着)이라고도 한다.
악욕(惡欲)들 중에서 타인의 재물(財物: 돈이나 그 밖의 값나가는 모든 물건), 즉 돈 등의 재화나 공적, 명예 또는 지식을 빼앗거나 가로채거나 도용함으로써 자기 것으로 할려는 욕구[欲: 원함, 희망, 하고자 함]가 탐(貪)의 마음작용이다.
부파불교의 설일체유부의 논서 《구사론》에 따르면,
탐(貪)은 마음(6식 또는 8식, 즉 심왕, 즉 심법)으로 하여금 외적 대상 또는 자신의 존재 자체[有, 自體]에 대해 깊이 미착(味著: 맛들여 집착함)하게 하는 마음작용을 말한다.
부파불교의 설일체유부의 논서 《아비달마품류족론》 제1권과 제3권에 따르면,
애결(愛結) 즉 탐(貪)은 3계탐(三界貪) 즉 3계(三界)의 탐(貪)을 말한다. 즉, 욕탐(欲貪: 욕계의 탐) · 색탐(色貪: 색계의 탐) · 무색탐(無色貪: 무색계의 탐)을 말한다.
욕탐(欲貪)은 온갖 욕(欲)에 대하여 일으킨 모든 탐(貪) · 등탐(等貪) · 집장(執藏) · 방호(防護) · 탐착(耽著) · 애락(愛樂)을 통칭한다. 즉, 욕계의 온갖 사물과 존재에 대한 탐(貪) · 그 모두에 대한 탐[等貪] · 꽉 쥐어서 간직함[執藏] · 빼앗기지 않기 위해 막아 수호함[防護] · 빠져서 들러붙음[耽著] · 갈망하며 좋아함[愛樂]의 마음작용을 통칭한다.
색탐(色貪)은 온갖 색(色)에 대하여 일으킨 모든 탐(貪) · 등탐(等貪) · 집장(執藏) · 방호(防護) · 탐착(耽著) · 애락(愛樂)을 통칭한다. 즉, 색계의 온갖 사물과 존재에 대한 탐(貪) · 그 모두에 대한 탐[等貪] · 꽉 쥐어서 간직함[執藏] · 빼앗기지 않기 위해 막아 수호함[防護] · 빠져서 들러붙음[耽著] · 갈망하며 좋아함[愛樂]의 마음작용을 통칭한다.
무색탐(無色貪)은 무색(無色)에 대하여 일으킨 모든 탐(貪) · 등탐(等貪) · 집장(執藏) · 방호(防護) · 탐착(耽著) · 애락(愛樂)을 통칭한다. 즉, 무색계의 존재에 대한 탐(貪) · 그 모두에 대한 탐[等貪] · 꽉 쥐어서 간직함[執藏] · 빼앗기지 않기 위해 막아 수호함[防護] · 빠져서 들러붙음[耽著] · 갈망하며 좋아함[愛樂]의 마음작용을 통칭한다.

## 탐독
탐독(貪毒)은 탐(貪)의 다른 말이다.
탐(貪)은 갈애(渴愛, 산스크리트어: trsnā) · 욕(欲) · 애(愛) · 애탐(愛貪) · 탐독(貪毒) · 탐애(貪愛) · 탐욕(貪欲) 또는 탐착(貪著, 貪着)이라고도 한다.

## 탐애
탐애(貪愛)는 탐(貪)의 다른 말이다.
탐(貪)은 갈애(渴愛, 산스크리트어: trsnā) · 욕(欲) · 애(愛) · 애탐(愛貪) · 탐독(貪毒) · 탐애(貪愛) · 탐욕(貪欲) 또는 탐착(貪著, 貪着)이라고도 한다.

## 탐욕
탐욕(貪欲, 산스크리트어: lobha, rāga, abhidhyā)은 탐(貪)의 다른 말이다.
탐(貪)은 갈애(渴愛, 산스크리트어: trsnā) · 욕(欲, 탐욕의 줄임말로서의 욕) · 애(愛) · 애탐(愛貪) · 탐독(貪毒) · 탐애(貪愛) · 탐욕(貪欲) 또는 탐착(貪著, 貪着)이라고도 한다.
욕(欲: 원함, 욕구, 희망, 하고자 함)에는 선(善)과 상응한 욕(欲)인 선욕(善欲)과 악(惡)과 상응한 욕(欲)인 악욕(惡欲)이 있다.
선욕(善欲)은 정진(精進, 勤)의 마음작용이 일어나게 하는 역할을 한다. 악욕(惡欲)들 중에서 타인의 재물(財物: 돈이나 그 밖의 값나가는 모든 물건), 즉 돈 등의 재화나 공적, 명예 또는 지식을 빼앗거나 가로채거나 도용함으로써 자기 것으로 할려는 욕구[欲: 원함, 희망, 하고자 함], 즉 불변의 원인과 결과의 법칙에 스스로를 상응시키는 바른 노력(정정진) 없이 쉽게 얻으려는 욕구[欲: 원함, 희망, 하고자 함]가 곧, 불선근이자 근본번뇌 중의 하나인, 탐(貪)의 마음작용이다.

## 탐착
탐착(貪著, 貪着)은 탐(貪)의 다른 말이다.
탐(貪)은 갈애(渴愛, 산스크리트어: trsnā) · 욕(欲) · 애(愛) · 애탐(愛貪) · 탐독(貪毒) · 탐애(貪愛) · 탐욕(貪欲) 또는 탐착(貪著, 貪着)이라고도 한다.

## 태내오위
태내5위(胎內五位)는 부파불교의 설일체유부를 비롯한 불교 전통에서 태아(胎芽, 胎兒)가 어머니 태에 들어선 때부터 출생할 때까지의 266일 간의 생리적 단계를 다음의 5단계, 즉 5위(五位)로 나눈 것을 말한다. 이러한 구분은 물론 불교 경전에 따른 것이다. (참고: 태외5위(胎外五位))
1. 갈라람(羯邏藍, 羯羅藍, kalalam, kalala): 1~7일
2. 알부담(頞部曇, arbuda): 8~14일
3. 폐시(閉尸, 蔽尸, 萆尸, pesi): 15~21일
4. 건남(鍵南, 健男, ghana): 22~28일
5. 발라사(鉢羅奢, prasakha): 29~266일

## 태외오위
태외5위(胎外五位)는 부파불교의 설일체유부를 비롯한 불교 전통에서 사람이 출생한 때부터의 죽음까지의 생리학적 단계를 다음의 5단계, 즉 5위(五位)로 나눈 것을 말한다. 이러한 구분은 물론 불교 경전을 기반으로 한 것인데, 이 구분법은 당시의 인도의 의학적인 상식과 사회적 관례를 따른 것이다. (참고: 태내5위(胎內五位))
1. 상해(孀孩): 출생~6세. 오늘날의 어린이
2. 동자(童子): 7~15세. 오늘날의 청소년
3. 소년(少年): 16~30세. 오늘날의 젊은이 또는 청년
4. 성년(成年): 31~40세. 오늘날의 중년
5. 노년(老年): 41세 이후. 오늘날의 늙은이 또는 노인

## 택멸
택멸(擇滅, 산스크리트어: pratisajkhyā-nirodha, 팔리어: patisavkhā-nirodha)은 설일체유부의 5위 75법 중 3무위(三無爲)의 하나이고, 유식유가행파의 5위 100법 중 6무위(六無爲)의 하나이다.
설일체유부에 따르면, 택멸은 무루의 지혜가 4성제를 개별적으로 간택함으로써 이에 따라 모든 유루법(有漏法)의 계박(繫縛)을 멀리 떠남으로써 획득되는 멸(滅), 즉 해탈(解脫) 또는 열반(涅槃)이다.

## 택멸무위
택멸무위(擇滅無爲)는 택멸(擇滅)의 다른 말이다.

## 택법
택법(擇法, 산스크리트어: dharma-pravicaya, 팔리어: dhamma-vicaya)은 모든 법(法)을 살펴서 참된 것과 거짓된 것, 선한 것과 악한 것을 판별하여, 참된 것과 선한 것을 취하고 거짓된 것과 악한 것을 버리는 것이다. 즉, 지혜로써 제법을 간택 판단하는 것이다. 혜(慧, prajñā, paññā)와 동의어이다.
영어권에서는 택법(擇法), 즉 팔리어의 담마비카야(dhamma-vicaya)를 자성(自性: 본질 또는 특성) 분석(analysis of qualities), 제법 분별 또는 식별(discrimination of dhammas),  상(相)의 분별 또는 식별(discrimination of states), 교법 탐구(investigation of doctrine), 진리 탐구(searching the Truth) 등으로 해석하고 있다.

## 통달
통달(通達)의 일반 사전적인 의미는 '막힘이 없이 환히 통(通)함' 또는'사물의 이치에 거침없이 숙달함'인데, 불교 용어로서는 선혜(善慧) 즉 선한 지혜 · 착한 지혜 또는 바른 지혜를 말한다. 즉, 무루혜(無漏慧)와 선유루혜(善有漏慧: 선한 유루혜, 착한 유루혜, 바른 유루혜)를 통칭한다.
즉, 통달(通達)이란 악혜(惡慧) 즉 그릇된 지혜가 아닌 바른 지혜 즉 무루혜(無漏慧)와 바른 유루혜[善有漏慧]로써 일체법을 아는 것, 즉 일체법에 대해 막힘이 없는 것, 즉 일체법에 대해 자재한 것을 말한다. 일체법(一切法)은 선한 지혜 즉 바른 지혜로써 확실히 통달해야 할 것, 즉 완전히 '막힘이 없어야' 할 것이라는 뜻에서 소통달법(所通達法)이라고도 한다.

## 참고 문헌
- 이 문서에는 다음커뮤니케이션(현 카카오)에서 GFDL 또는 CC-SA 라이선스로 배포한 글로벌 세계대백과사전의 내용을 기초로 작성된 글이 포함되어 있습니다.
- 가전연자 지음, 승가제바·축불념 한역, 권오민 번역 (K.943, T.1543). 《아비담팔건도론》. 한글대장경 검색시스템 - 전자불전연구소 / 동국역경원. K.943(24-695), T.1543(26-771).
- 고려대장경연구소. 《고려대장경 전자 불교용어사전》. 고려대장경 지식베이스 / (사)장경도량 고려대장경연구소.
- 고익진 (1989). 《한국 고대 불교 사상사》. 동국대학교 출판부.
- 곽철환 (2003). 《시공 불교사전》. 시공사 / 네이버 지식백과.
- 구나발타라(求那跋陀羅) 한역 (K.650, T.99). 《잡아함경》. 한글대장경 검색시스템 - 전자불전연구소 / 동국역경원. K.650(18-707), T.99(2-1).
- 구나발타라 한역, 번역자 미상 (K.54, T.353). 《승만경》. 한글대장경 검색시스템 - 전자불전연구소 / 동국역경원. K.54(6-1361), T.353(12-217).
- 구마라습 한역, 차차석 번역 (K.991, T.614). 《좌선삼매경》. 한글대장경 검색시스템 - 전자불전연구소 / 동국역경원. K.991(30-128), T.614(15-269).
- 권오민 (1991). 《경량부철학의 비판적 체계 연구》. 동국대학원 철학박사 학위논문.
- 권오민 (2003). 《아비달마불교》. 민족사.
- 담무참 한역, 번역자 미상 (K.105, T.374). 《대반열반경》. 일명 《북본열반경》. 한글대장경 검색시스템 - 전자불전연구소 / 동국역경원. K.105(9-1), T.374(12-365).
- 목건련 지음, 현장 한역, 송성수 번역 (K.945, T.1537). 《아비달마법온족론》. 한글대장경 검색시스템 - 전자불전연구소 / 동국역경원. K.945(24-1091), T.1537(26-453).
- 무착 지음, 바라파밀다라 한역, 이영무 번역 (K.586, T.1604). 《대승장엄경론》. 한글대장경 검색시스템 - 전자불전연구소 / 동국역경원. K.586(16-843), T.1604(31-589).
- 무착 지음, 현장 한역 (K.571, T.1602). 《현양성교론》. 한글대장경 검색시스템 - 전자불전연구소 / 동국역경원. K.571(16-1), T.1602(31-480).
- 무착 지음, 현장 한역, 이한정 번역 (K.572, T.1605). 《대승아비달마집론》. 한글대장경 검색시스템 - 전자불전연구소 / 동국역경원. K.572(16-157), T.1605(31-663).
- 미륵 지음, 현장 한역, 강명희 번역 (K.614, T.1579). 《유가사지론》. 한글대장경 검색시스템 - 전자불전연구소 / 동국역경원. K.570(15-465), T.1579(30-279).
- 법구 지음, 승가발마 등 한역, 김형준 번역 (K.960, T.1552). 《잡아비담심론》. 한글대장경 검색시스템 - 전자불전연구소 / 동국역경원. K.960(28-391), T.1552(28-869).
- 법승 지음, 승가제바·혜원 한역, 김재천 번역 (K.959, T.1550). 《아비담심론》. 한글대장경 검색시스템 - 전자불전연구소 / 동국역경원. K.959 (28-355), T.1550 (28-809).
- 법장 술, 노혜남 번역 (K.1513, T.1733). 《화엄경탐현기》. 한글대장경 검색시스템 - 전자불전연구소 / 동국역경원. K.1513(47-458), T.1733(35-107).
- 불타야사·축불념 한역, 번역자 미상 (K.647, T.1). 《장아함경》. 한글대장경 검색시스템 - 전자불전연구소 / 동국역경원. K.647(17-815), T.1(1-1).
- 사리자 설, 현장 한역, 송성수 번역 (K.946, T.1536). 《아비달마집이문족론》. 한글대장경 검색시스템 - 전자불전연구소 / 동국역경원. K.946(24-1183), T.1536(26-367).
- 서정형 (2004). 《나가르주나 『중론』(해제)》. 서울대학교 철학사상연구소 / 네이버 지식백과.
- 서정형 (2004b). 《『밀린다팡하』(해제)》. 서울대학교 철학사상연구소 / 네이버 지식백과.
- 세우 지음, 구나발타라·보리야사 한역, 송성수 번역 (K.950, T.1541). 《중사분아비담론》. 한글대장경 검색시스템 - 전자불전연구소 / 동국역경원. K.950(25-271), T.1541(26-627).
- 세우 지음, 현장 한역, 송성수 번역 (K.949, T.1542). 《아비달마품류족론》. 한글대장경 검색시스템 - 전자불전연구소 / 동국역경원. K.949(25-149), T.1542(26-692).
- 세친 지음, 현장 한역, 권오민 번역 (K.955, T.1558). 《아비달마구사론》. 한글대장경 검색시스템 - 전자불전연구소 / 동국역경원. K.955(27-453), T.1558(29-1).
- 세친 지음, 현장 한역, 김묘주 번역 (K.594, T.1597). 《섭대승론석》. 한글대장경 검색시스템 - 전자불전연구소 / 동국역경원. K.594(17-76), T.1597(31-321).
- 세친 지음, 현장 한역, 송성수 번역 (K.618, T.1612). 《대승오온론》. 한글대장경 검색시스템 - 전자불전연구소 / 동국역경원. K.618(17-637), T.1612(31-848).
- 세친 지음, 현장 한역, 송성수 번역 (K.644, T.1614). 《대승백법명문론》. 한글대장경 검색시스템 - 전자불전연구소 / 동국역경원. K.644(17-808), T.1614(31-855).
- 승가제바(僧伽提婆) 한역. 《중아함경》. 한글대장경 검색시스템 - 전자불전연구소 / 동국역경원.
- 안혜 지음, 지바하라 한역, 조환기 번역 (K.619, T.1613). 《대승광오온론》. 한글대장경 검색시스템 - 전자불전연구소 / 동국역경원. K.619(17-641), T.1613(31-850).
- 안혜 지음, 현장 한역, 이한정 번역 (K.576, T.1605). 《대승아비달마잡집론》. 한글대장경 검색시스템 - 전자불전연구소 / 동국역경원. K.576(16-228), T.1606(31-694).
- 오백 아라한 지음, 현장 한역, 송성수 번역 (K.952, T.1545). 《아비달마대비바사론》. 한글대장경 검색시스템 - 전자불전연구소 / 동국역경원. K.952(26-1,27-1), T.1545(27-1).
- 운월 (2005). 《근본불교의 수행체계에 대하여》. 한국선학회.
- 운허.  동국역경원 편집, 편집. 《불교 사전》.
- 용수 지음, 구마라습 한역, 김성구 번역 (K.549, T.1509). 《대지도론》. 한글대장경 검색시스템 - 전자불전연구소 / 동국역경원. K.549(14-493), T.1509(25-57).
- 용수 지음, 구마라습 한역, 박인성 번역 (K.577, T.1564). 《중론》. 한글대장경 검색시스템 - 전자불전연구소 / 동국역경원. K.577(16-350), T.1564(30-1).
- 제바설마 지음, 현장 한역, 송성수 번역 (K.947, T.1539). 《아비달마식신족론》. 한글대장경 검색시스템 - 전자불전연구소 / 동국역경원. K.947 (25-1), T.1539 (26-531).
- 중현 지음, 현장 한역, 권오민 번역 (K.956, T.1562). 《아비달마순정리론》. 한글대장경 검색시스템 - 전자불전연구소 / 동국역경원. K.956(27-680), T.1562(29-329).
- 중현 지음, 현장 한역, 권오민 번역 (K.957, T.1563). 《아비달마장현종론》. 한글대장경 검색시스템 - 전자불전연구소 / 동국역경원. K.957(28-1), T.1563(29-777).
- 축불념 한역, 노혜능 번역 (K.530, T.1485). 《보살영락본업경》. 한글대장경 검색시스템 - 전자불전연구소 / 동국역경원. K.530(14-374), T.1485(24-1010).
- 최봉수 (1999). 〈색온에서의 색의 의미 - 구사론과 청정도론의 색온론을 비교하여〉. 《불교학보》.
- 현장 한역, 김달진 번역 (K.154, T.676). 《해심밀경》. 한글대장경 검색시스템 - 전자불전연구소 / 동국역경원. K.154(10-709), T.676(16-688).
- 호법 등 지음, 현장 한역, 김묘주 번역 (K.614, T.1585). 《성유식론》. 한글대장경 검색시스템 - 전자불전연구소 / 동국역경원. K.614(17-510), T.1585(31-1).
- 황욱 (1999). 《무착[Asaṅga]의 유식학설 연구》. 동국대학원 불교학과 박사학위논문.
- (영어) Bodhi, Bhikkhu (trans.) (2000). 《The Connected Discourses of the Buddha: A Translation of the Samyutta Nikaya》. Boston: Wisdom Publications. ISBN 0-86171-331-1.
- (영어) Dawson, John (1888). 《A Classical Dictionary Of Hindu Mythology And Religion Geography History And Literature》. London: Trübner.
- (영어) DDB. 《Digital Dictionary of Buddhism (電子佛教辭典)》. Edited by A. Charles Muller.
- (영어) Macdonell, Arthur Anthony (1929). 《A practical Sanskrit dictionary with transliteration, accentuation, and etymological analysis throughout》. London: Oxford University Press.
- (영어) Gethin, R.M.L. (1992). 《The Buddhist Path to Awakening: A Study of the Bodhi-Pakkhiyā Dhammā》. Leiden: E.J. Brill. ISBN 90-04-09442-3.
- (영어) Rhys Davids, Caroline A.F. ([1900], 2003). 《Buddhist Manual of Psychological Ethics, of the Fourth Century B.C., Being a Translation, now made for the First Time, from the Original Pāli, of the First Book of the Abhidhamma-Piṭaka, entitled Dhamma-Saṅgaṇi (Compendium of States or Phenomena)》. Whitefish, MT: Kessinger Publishing. ISBN 0-7661-4702-9.
- (영어) Sanskrit and Tamil Dictionaries. 《Cologne Digital Sanskrit Dictionaries》. Institute of Indology and Tamil Studies, Cologne University (www.sanskrit-lexicon.uni-koeln.de).
- (영어) Rhys Davids, T.W. & William Stede (eds.) (1921-5). 《The Pali Text Society's Pali–English Dictionary》. Chipstead: Pali Text Society.
- (영어) Thanissaro Bhikkhu (1996, 1998). 《Wings to Awakening》. Retrieved 2008-07-07 from "Access to Insight" at http://www.accesstoinsight.org/lib/authors/thanissaro/wings/index.html.
- (중국어) 가다연니자 조, 현장 한역 (T.1544). 《아비달마발지론(阿毘達磨發智論)》. 대정신수대장경. T26, No. 1544, CBETA.
- (중국어) 가전연자 지음, 승가제바·축불념 한역 (T.1543). 《아비담팔건도론(阿毘曇八犍度論)》. 대정신수대장경. T26, No. 1543, CBETA.
- (중국어) 구나발타라(求那跋陀羅) 한역 (T.99). 《잡아함경(雜阿含經)》. 대정신수대장경. T2, No. 99, CBETA.
- (중국어) 구나발타라 한역 (T.353). 《승만경(勝鬘經)》. 대정신수대장경. T12, No. 353, CBETA.
- (중국어) 구마라습 한역 (T.614). 《좌선삼매경(坐禪三昧經)》. 대정신수대장경. T15, No. 614, CBETA. }
- (중국어) 규기 찬 (T.1830). 《성유식론술기(成唯識論述記)》. 대정신수대장경. T43, No. 1830, CBETA.
- (중국어) 규기 찬 (T.1861). 《대승법원의림장(大乘法苑義林章)》. 대정신수대장경. T45, No. 1861, CBETA.
- (중국어) 길장 찬 (T.1744). 《승만보굴(勝鬘寶窟)》. 대정신수대장경. T37, No. 1744, CBETA.
- (중국어) 담무참 한역 (T.374). 《대반열반경(大般涅槃經)》. 일명 《북본열반경》. 대정신수대장경. T12, No. 374, CBETA.
- (중국어) 목건련 조, 현장 한역 (T.1537). 《아비달마법온족론(阿毘達磨法蘊足論)》. 대정신수대장경. T26, No. 1537, CBETA.
- (중국어) 무착 조, 바라파밀다라 한역 (T.1604). 《대승장엄경론(大乘莊嚴經論)》. 대정신수대장경. T31, No. 1604, CBETA.
- (중국어) 무착 조, 현장 한역 (T.1602). 《현양성교론(顯揚聖教論)》. 대정신수대장경. T31, No. 1602, CBETA.
- (중국어) 무착 조, 현장 한역 (T.1605). 《대승아비달마집론(大乘阿毘達磨集論)》. 대정신수대장경. T31, No. 1605, CBETA.
- (중국어) 미륵 조, 현장 한역 (T.1579). 《유가사지론(瑜伽師地論)》. 대정신수대장경. T30, No. 1579. CBETA.
- (중국어) 법구 조, 승가발마 등 한역 (T.1552). 《잡아비담심론(雜阿毘曇心論)》. 대정신수대장경. T28, No. 1552, CBETA.
- (중국어) 법승 조, 승가제바·혜원 한역 (T.1550). 《아비담심론(阿毘曇心論)》. 대정신수대장경. T28, No. 1550, CBETA.
- (중국어) 법운 편찬 (T.2131). 《번역명의집(翻譯名義集)》. 대정신수대장경. T54, No. 2131, CBETA.
- (중국어) 법장 술 (T.1733). 《화엄경탐현기(華嚴經探玄記)》. 대정신수대장경. T35, No. 1733, CBETA.
- (중국어) 佛門網. 《佛學辭典(불학사전)》.
- (중국어) 불타야사·축불념 한역 (T.1). 《장아함경(長阿含經)》. 대정신수대장경. T1, No. 1, CBETA. }
- (중국어) 사리자 설, 현장 한역 (T.1536). 《아비달마집이문족론(阿毘達磨集異門足論)》. 대정신수대장경. T26, No. 1536, CBETA.
- (중국어) 색건타라 조, 현장 한역 (T.1554). 《입아비달마론(入阿毘達磨論)》. 대정신수대장경. T28, No. 1554, CBETA. }
- (중국어) 星雲. 《佛光大辭典(불광대사전)》 3판.
- (중국어) 세우 조, 구나발타라·보리야사 한역 (T.1541). 《중사분아비담론(眾事分阿毘曇論)》. 대정신수대장경. T26, No. 1541, CBETA.
- (중국어) 세우 조, 현장 한역 (T.1542). 《아비달마품류족론(阿毘達磨品類足論)》. 대정신수대장경. T26, No. 1542, CBETA.
- (중국어) 세친 조, 진제 한역 (T.1559). 《아비달마구사석론(阿毘達磨俱舍釋論)》. 대정신수대장경. T29, No. 1559, CBETA.
- (중국어) 세친 조, 현장 한역 (T.1558). 《아비달마구사론(阿毘達磨俱舍論)》. 대정신수대장경. T29, No. 1558, CBETA.
- (중국어) 세친 조, 현장 한역 (T.1597). 《섭대승론석(攝大乘論釋)》. 대정신수대장경. T31, No. 1597, CBETA.
- (중국어) 세친 조, 현장 한역 (T.1612). 《대승오온론(大乘五蘊論)》. 대정신수대장경. T31, No. 1612, CBETA.
- (중국어) 세친 조, 현장 한역 (T.1614). 《대승백법명문론(大乘百法明門論)》. 대정신수대장경. T31, No. 1614, CBETA.
- (중국어) 세친 조, 현장 한역, 규기 주해 (T.1836). 《대승백법명문론해(大乘百法明門論解)》. 대정신수대장경. T44, No. 1836_, CBETA.
- (중국어) 승가제바(僧伽提婆) 한역 (T.26). 《중아함경(中阿含經)》. 대정신수대장경. T1, No. 26, CBETA.
- (중국어) 阿含辭典. 《阿含辭典(아함사전)》.
- (중국어) 안혜 조, 지바하라 한역 (T.1613). 《대승광오온론(大乘廣五蘊論)》. 대정신수대장경. T31, No. 1613, CBETA.
- (중국어) 안혜 조, 현장 한역 (T.1606). 《대승아비달마잡집론(大乘阿毘達磨雜集論)》. 대정신수대장경. T31, No. 1606, CBETA.
- (중국어) 연수 편찬 (T.2016). 《종경록(宗鏡錄)》. 대정신수대장경. T48, No. 2016, CBETA.
- (중국어) 오백 아라한 조, 현장 한역 (T.1545). 《아비달마대비바사론(阿毘達磨大毘婆沙論)》. 대정신수대장경. T27, No. 1545, CBETA.
- (중국어) 용수 조, 구마라습 한역 (T.1509). 《대지도론(大智度論)》. 대정신수대장경. T25, No. 1509, CBETA. }
- (중국어) 용수 조, 구마라습 한역 (T.1564). 《중론(中論)》. 대정신수대장경. T30, No. 1564, CBETA.
- (중국어) 원측 찬 (X.369). 《해심밀경소(解深密經疏)》. 만신찬속장경. X21, No. 369, CBETA.
- (중국어) 원휘(圓暉) (T.1823). 《구사론송소론본(俱舍論頌疏論本)》. 대정신수대장경. T41, No. 1823, CBETA.
- (중국어) 丁福保. 《佛學大辭典(불학대사전)》. 一行佛學辭典搜尋.
- (중국어) 제관 록 (T.1931). 《천태사교의(天台四教儀)》. 대정신수대장경. T46, No. 1931, CBETA.
- (중국어) 제바설마 조, 현장 한역 (T.1539). 《아비달마식신족론(阿毘達磨識身足論)》. 대정신수대장경. T26, No. 1539, CBETA.
- (중국어) 중현 조, 현장 한역 (T.1562). 《아비달마순정리론(阿毘達磨順正理論)》. 대정신수대장경. T29, No. 1562, CBETA.
- (중국어) 중현 조, 현장 한역 (T.1563). 《아비달마장현종론(阿毘達磨藏顯宗論)》. 대정신수대장경. T29, No. 1563, CBETA.
- (중국어) 지의 설, 관정 록 (T.1783). 《금광명경현의(金光明經玄義)》. 대정신수대장경. T39, No. 1783, CBETA. }
- (중국어) 지의 설, 법신 기 (T.1916). 《석선바라밀차제법문(釋禪波羅蜜次第法門)》. 대정신수대장경. T46, No. 1916, CBETA.
- (중국어) 축불념 한역 (T.1485). 《보살영락본업경(菩薩瓔珞本業經)》. 대정신수대장경. T24, No. 1485, CBETA.
- (중국어) 현장 한역 (T.1563). 《해심밀경(解深蜜經)》. 대정신수대장경. T16, No. 676, CBETA.
- (중국어) 혜원 찬 (T.1851). 《대승의장(大乘義章)》. 대정신수대장경. T44, No. 1851, CBETA.
- (중국어) 호법 등 지음, 현장 한역 (T.1585). 《성유식론(成唯識論)》. 대정신수대장경. T31, No. 1585, CBETA.